# アルマームード
アルマームード（Almahmoud、1947年 - 1971年）とは、アメリカ合衆国の競走馬・繁殖牝馬である。繁殖牝馬として成功し大牝系を築いた。ノーザンダンサー、ヘイローの祖母としても知られ、現代競馬において多大なる貢献をした名牝の一頭に数えられる。

## 概要
父はエプソムダービー馬マームードである。現役時代は11戦して4勝、2歳時のコリーンステークスと3歳時のヴァインランドハンデキャップに勝った程度で、はまれば強いが安定しないという評価だった。
繁殖牝馬としては8頭の産駒を送り出した。直仔のうちコスマーがステークス競走で勝つなどの活躍を見せたが、むしろこの馬の重要性は3頭の牝駒（ナタルマ、コスマー、バブリングビューティ）がそれぞれ繁殖牝馬として成功したことにある。いずれも歴史上重要な馬たちの祖先となり、今日のサラブレッド世界に大きな影響を残した。
初仔のコスマーは父ティムタムの牝馬トスマー、父ヘイルトゥリーズンの牡馬ヘイローの母として知られている。前者は後にアメリカ競馬殿堂入りを果たし、後者は種牡馬としてサンデーサイレンスなどを輩出してアメリカのリーディングサイアーに2度輝いた。
ナタルマは父ニアークティックの牡馬ノーザンダンサーの母となった。ノーザンダンサーは競走馬としても種牡馬としても世界を席巻し、20世紀を代表する種牡馬の一頭となった。
バブリングビューティは父シーバードの牡馬アークティックターンの母となった。アークティックターンは競走馬としてもガネー賞勝ちなどの好成績を収め、種牡馬としてベーリングなどを出してシーバードの血統を後世に残している。
また、これらの馬を介したアルマームードの牝系はなおも続いており、特にコスマー・ナタルマの2頭から続く牝系には多数の名馬が連なっている。
アルマームードは1971年に舟状骨炎を発症、それが元で死亡した。

## おもな牝系図
- Emma 1817 ---←2-d
  - Comus Mare 1834
    - Bay Middleton Mare 1839
      - Sleight of Hand Mare 1846
        - Duty 1860
          - Meteor 1867
            - Iskra 1878
              - Princess Iskra 1887
                - Splendour 1894
                  - Dazzling 1900
                    - Fly by Night 1910
                      - Flying Witch 1917
                        - Mother Goose 1922
                          - Arbitrator 1937
                            - Almahmoud 1947 ---←（改行）

---↓アルマームード牝系
牝系図の主要な部分（太字はGI級競走優勝馬）は以下の通り。*印は日本に輸入された馬
- Almahmoud 1947
  - Cosmah 1953
    - Cosmiah 1959
      - Muriesk 1979
        - My Rainbow 1987
          - Pacific City 1993
            - *エイシンロンバード 牡 2002（武蔵野S）

    - Flamingo Way 1960
      - *ダンシングフリー 1979
        - I'm Out 1984
          - *ディソサード 1991
            - レッドリヴェール 2011（阪神JF）

    - Tosmah 1961（ベルデイムS、フリゼットSほか）
    - Royal Match 1964
      - *マッチレスネイティヴ 1968
        - ロイヤルコスマー 1982
          - レディコスマー 1990
            - マヤノクリオネ 1997
              - パッションローズ 2005
                - ロンドンプラン 2020（小倉2歳ステークス）

          - ロイヤルティアラ 1991
            - グレイスティアラ 2003（全日本2歳優駿）

    - Perfecta 1965
      - Suprina 1970
        - L'Emigrant 牡 1980（仏2000ギニー、リュパン賞）

    - Queen Sucree 1966
      - Cannonade 牡 1971（ケンタッキーダービー）
      - Kennelot 1974
        - Stephan's Odyssey 牡 1982（ハリウッドフューチュリティ）
        - Lotka 1983（エイコーンS）
          - *マンボツイスト 牡 1995（平安S、名古屋大賞典、マーチS）

      - *ステラーオデッセイ 1984
        - Altair 1991
          - Aldebaran Light 1996
            - Balmont 牡 2001（ミドルパークS）
            - Pacific Sky 2004
              - Sataves 2015
                - Thorpedo Anna 2021（ケンタッキーオークス、エイコーンS、CCAオークス、BCディスタフ、アップルブロッサムH）

            - *エスケンデレヤ 牡 2007（ウッドメモリアルS）

        - エリモアメジスト 1992
          - エリモマキシム 牡 1999（新潟ジャンプS）

        - エリモエトワール 2005
          - トーラスジェミニ 牡 2016（七夕賞）

    - Halo 牡 1969（ユナイティッドネイションズH）
    - La Dame Du Lac 1973
      - La Confidence 1980
        - Flawlessly 1988（メートリアークS、ビヴァリーD・S、ラモナH）

      - *アルパインスウィフト 1983
        - ローマステーション 1987
          - ローマンエンパイア 牡 1999（京成杯）

        - エアレジェーロ 1994
          - トゥハーモニー 2000
            - ダイアトニック 牡 2015（スワンS、函館スプリントS、阪急杯）

      - Nazoo 1988
        - Dream Bay 1993
          - Fountains Abbey 2005
            - Sophie P 2013（ゲイムリーS）

        - Principium 1995
          - *コンゴウリキシオー 牡 2002（金鯱賞、マイラーズC、かきつばた記念、きさらぎ賞）

        - Nadia 1998（サンタラリ賞）
        - Sunray Superstar 1999
          - Sun Bittern 2005
            - Signs of Blessing セン 2011（モーリス・ド・ゲスト賞）

      - Miznah 1989
        - Geisha Girl 1995
          - Madame Du Lac 2005
            - Divisidero 牡 2012（オールドフォレスター・ターフクラシックS）

  - Natalma 1957
    - Northern Dancer 牡 1961（ケンタッキーダービー、フラミンゴS、フロリダダービー、ブルーグラスS）
    - Arctic Dancer 1963
      - La Prevoyante 1970（米メイトロンS、スピナウェイS、フリゼットS）

    - Spring Adieu 1974
      - You're My Lady 1980
        - Gabbing Gloria 1986
          - Diatribe 牡 1996（ローズヒルギニー、コーフィールドC）

      - Razyana 1981
        - Danehill 牡 1986（ヘイドックスプリントC）
        - Harpia 1994
          - Unreachable 2009
            - *レモンポップ 2018（フェブラリーS、チャンピオンズC、マイルCS南部杯）

    - Raise the Standard 1978
      - Coup de Folie 1982
        - Machiavellian 牡 1987（モルニ賞、サラマンドル賞）
        - Exit to Nowhere 牡 1988（ジャック・ル・マロワ賞）
        - *ハイドロカリド 1989
          - Heraklia 1994
            - Cephalonie 1998
              - Simple Magic 2011
                - Sajir 2021 (モーリスドゲスト賞)

          - シンコウカリド 牡 1998（セントライト記念）

        - Salchow 1990
          - Way of Light 牡 1996（ジャン・リュック・ラガルデール賞）

        - Coup de Genie 1991（モルニ賞、サラマンドル賞）
          - Moonlight's Box 1996
            - * バゴ 牡 2001（クリテリウム国際、ジャンプラ賞、パリ大賞典、凱旋門賞、ガネー賞）
            - Maxios 牡 2008（ムーラン・ド・ロンシャン賞、イスパーン賞）

          - Glia 1999
            - Soothing Touch 2004
              - Emollient 2010（スピンスターS、アッシュランドS、ロデオドライブS、アメリカンオークスS）
              - Calm Water 2011
                - Laurel River 2018（ドバイWC）

            - *ドリームオブジェニー 2004
              - ファンディーナ 2014（フラワーC）

          - *デネボラ 2001（マルセルブサック賞）
            - Beta Leo 2007
              - Senga 2014（仏オークス）

          - Fountain of Peace 2002
            - *サンクイーンII 2008
              - ナムラクレア 2019（小倉2歳S、函館スプリントS、シルクロードS、キーンランドC、阪神C）

      - Bonita Francita 1987
        - Black Penny 1992
          - Bluemamba 1997（仏1000ギニー）

        - Orpen 牡 1996（モルニー賞）

    - Born a Lady 1981
      - Deviltante 1986
        - *ティリオブストラッフォード 1995
          - アスカノヒミコ 2003
            - アスカノロマン 牡 2011（東海S、平安S）

      - *ランバダレディ 1990
        - ライアメロディー 2003
          - タガノアザガル 牡 2012（ファルコンS）

      - *リトルアロー 1998
        - アントニオバローズ 牡 2006（シンザン記念）

  - Bubbling Beauty 1961
    - Arctic Tern 牡 1973（ガネー賞）
    - Champagne Cocktail 1976
      - Meadow Mist 1985
        - *エイシンガイモン 牡 1993（関屋記念、セントウルS）

牝系図の出典：Galopp-Sieger

## 血統表
| アルマームードの血統（ブランドフォード系／The Tetrarch4×5=9.38%） | アルマームードの血統（ブランドフォード系／The Tetrarch4×5=9.38%） | アルマームードの血統（ブランドフォード系／The Tetrarch4×5=9.38%） | （血統表の出典）      | （血統表の出典） |
| 父 Mahmoud 1933 芦毛                                              | 父の父Blenheim 1927 黒鹿毛                                        | Blandford                                                         | Swynford              | Swynford         |
| 父 Mahmoud 1933 芦毛                                              | 父の父Blenheim 1927 黒鹿毛                                        | Blandford                                                         | Blanche               |                  |
| 父 Mahmoud 1933 芦毛                                              | 父の父Blenheim 1927 黒鹿毛                                        | Malva                                                             | Charles o'Malley      | Charles o'Malley |
| 父 Mahmoud 1933 芦毛                                              | 父の父Blenheim 1927 黒鹿毛                                        | Malva                                                             | Wild Arum             |                  |
| 父 Mahmoud 1933 芦毛                                              | 父の母Mah Mahal 1928 芦毛                                         | Gainsborough                                                      | Bayardo               | Bayardo          |
| 父 Mahmoud 1933 芦毛                                              | 父の母Mah Mahal 1928 芦毛                                         | Gainsborough                                                      | Rosedrop              |                  |
| 父 Mahmoud 1933 芦毛                                              | 父の母Mah Mahal 1928 芦毛                                         | Mumtaz Mahal                                                      | The Tetrarch          | The Tetrarch     |
| 父 Mahmoud 1933 芦毛                                              | 父の母Mah Mahal 1928 芦毛                                         | Mumtaz Mahal                                                      | Lady Josephine        |                  |
| 母 Arbitrator 1937                                                | 母の父Peace Change 1931 鹿毛                                      | Change Shot                                                       | Fair Play             | Fair Play        |
| 母 Arbitrator 1937                                                | 母の父Peace Change 1931 鹿毛                                      | Change Shot                                                       | Quelle Chance         |                  |
| 母 Arbitrator 1937                                                | 母の父Peace Change 1931 鹿毛                                      | Peace                                                             | Stefan the Great      | Stefan the Great |
| 母 Arbitrator 1937                                                | 母の父Peace Change 1931 鹿毛                                      | Peace                                                             | Memories              |                  |
| 母 Arbitrator 1937                                                | 母の母Mother Goose 1922 鹿毛                                      | Chicle                                                            | Spearmint             | Spearmint        |
| 母 Arbitrator 1937                                                | 母の母Mother Goose 1922 鹿毛                                      | Chicle                                                            | Lady Hamburg          |                  |
| 母 Arbitrator 1937                                                | 母の母Mother Goose 1922 鹿毛                                      | Flying Witch                                                      | Broomstick            | Broomstick       |
| 母 Arbitrator 1937                                                | 母の母Mother Goose 1922 鹿毛                                      | Flying Witch                                                      | Fly By Night F-No.2-d |                  |